# Tanche (Clauge)
Die Tanche (französisch: Ruisseau de la Tanche) ist ein kleiner Fluss im Osten von Frankreich, der weitgehend im Département Jura der Region Bourgogne-Franche-Comté östlich der Stadt Dole verläuft. Nur im Quellbereich sowie im Oberlauf, auf einer kurzen Strecke von etwa 700 Metern, berührt er auch das Département Doubs.

## Geografie

### Verlauf
Die Tanche entspringt an der Gemeindegrenze von Fourg und Chissey-sur-Loue, entwässert generell Richtung Westsüdwest durch ein nahezu unbesiedeltes Gebiet im Staatsforst Forêt Domaniale de Chaux und mündet nach rund 15 Kilometern beim Hauptort des Gemeindegebietes von La Vieille-Loye als linker Nebenfluss in die Clauge. Im Mündungsabschnitt begleitet die Tanche auch die Bahnstrecke Dijon–Vallorbe.

### Durchquerte Gemeinden
(Reihenfolge in Fließrichtung)
- Fourg
- Chissey-sur-Loue
- Arc-et-Senans
- Chatelay
- Germigney
- Santans
- Montbarrey
- La Vieille-Loye